# Obora (Nové Hrady)
Obora (německy Thiergarten) je malá vesnice, část města Nové Hrady v okrese České Budějovice v Jihočeském kraji, v oblasti Západního Vitorazska. Nachází se asi šest kilometrů východně od Nových Hradů. Obora leží v katastrálním území Obora u Vyšného o rozloze 3,46 km².

## Historie
Při sčítání lidu
v letech 1850–1889 Obora byla samostatnou obcí v okrese Zwettl. V letech 1890–1960 byla osadou obce Trpnouze, se kterým patřila nejprve do okresu Zwettl, ale od 1. října 1899 do 30. července 1920 v okrese Gmünd, posléze od 31. července 1920 do roku 1948 v okrese Kaplice, poté v letech 1948–1960 v okrese Trhové Sviny a od 11. dubna 1960 v okrese České Budějovice. Od 12. června 1960 do 31. prosince 1975 byla osadou obce Vyšné v okrese České Budějovice. Od 1. ledna 1976 je částí města Nové Hrady v okrese České Budějovice. V letech 1850–1889 k obci patřila Trpnouze.

## Obyvatelstvo
| Rok            | 1869 | 1880 | 1890 | 1900 | 1910 | 1921 | 1930 | 1950 | 1961 | 1970 | 1980 | 1991 | 2001 | 2011 | 2021 |
| -------------- | ---- | ---- | ---- | ---- | ---- | ---- | ---- | ---- | ---- | ---- | ---- | ---- | ---- | ---- | ---- |
| Počet obyvatel | 77   | 106  | 121  | 110  | 134  | 168  | 120  | 49   | 30   | 29   | 13   | 9    | 3    | 16   | 12   |
| Počet domů     | 13   | 14   | 15   | 15   | 14   | 13   | 14   | 14   | 14   | 8    | 6    | 5    | 16   | 14   | 13   |